# 东鲁街道
东鲁街道，是中华人民共和国山東省聊城市莘县下辖的一个乡镇级行政单位。

## 行政区划
东鲁街道下辖以下地区：
北街村、尹昌楼村、寇楼村、前邹梨园村、后邹梨园村、田庄村、土楼村、乔庙村、刘马庄村、孙屯村、寇庄村、郑庄村、东王庄村、相庄村、蔡庄村、赵庄村、朱庄村、郭王庄村、前孙庄村、后孙庄村、彭庄村、刘河村、徐庄村、江鞠庄村、王升公庄村、四合村、温庄村、曹庄村、盛河村、刁庄村、黄河村、前邹家村、邹东村、邹西村、八里铺村、王庄村、潘庄村、李风桃村和群贤堡村。